# Summenlokalisation
Die Summenlokalisation ist eine bestimmte Form der Lokalisation von Hörereignissen, die grundlegend für die stereofone Stereo-Lautsprecherwiedergabe ist. Dadurch wird die Illusion einer räumlichen Schallwiedergabe (im Gegensatz zu Mono) erst möglich gemacht.
Wird eine Stereo-Aufnahme über zwei Lautsprecher wiedergegeben, die sich etwa in Ohrhöhe vor dem Hörer befinden, so entsteht im Raum eine Schallfeldüberlagerung, die auf der Mittellinie zwischen den Lautsprechern einen Stereo-Höreindruck erzeugt. In diesem sweet-spot in der Mitte vor den Stereo-Lautsprechern sollte sich der Hörer idealerweise befinden.
Der Summenlokalisationseffekt sei am Beispiel einer Lautsprecherbeschallung erläutert. Strahlen zwei Lautsprecher L1 und 2 synchron exakt dasselbe Schallsignal phasenrichtig ab (also mit gleicher Frequenzzusammensetzung und gleichem Schallpegel), so lokalisiert ein auf der Mittelsenkrechten der Lautsprecherbasis befindlicher Hörer nicht zwei getrennte Signale bei L1 und L2, sondern lediglich ein Summensignal in der Mitte der Basisbreite, nämlich einen fiktiven Sender, genannt Phantomschallquelle.
Erhöht man kontinuierlich den Schallpegel von L1 gegenüber L2, so wandert die Phantomschallquelle entlang der Lautsprecherbasis, um etwa bei einer Pegeldifferenz größer ∆ L = 18 dB (16 dB bis 20 dB) ganz mit L1 zusammenzufallen, d. h., es entsteht der Lokalisations-Eindruck ganz seitlich, also 100 % Hörereignisrichtung, aus der Richtung eines der beiden Lautsprecher. Strahlt andererseits z. B. L1 nicht zeitsynchron mit L2 ab, sondern früher, so ergibt sich bereits bei der geringen Zeitdifferenz größer ∆ t = 1,5 ms (1 ms bis 2 ms) der Höreindruck, dass nur der Lautsprecher L1 abstrahlt.
Die Lautsprechersignale setzen sich zusammen aus Interchannel-Pegeldifferenzen und -Laufzeitdifferenzen.